# Kreuzdachbildstock (Stangenroth, Kreuzbergstraße 41)

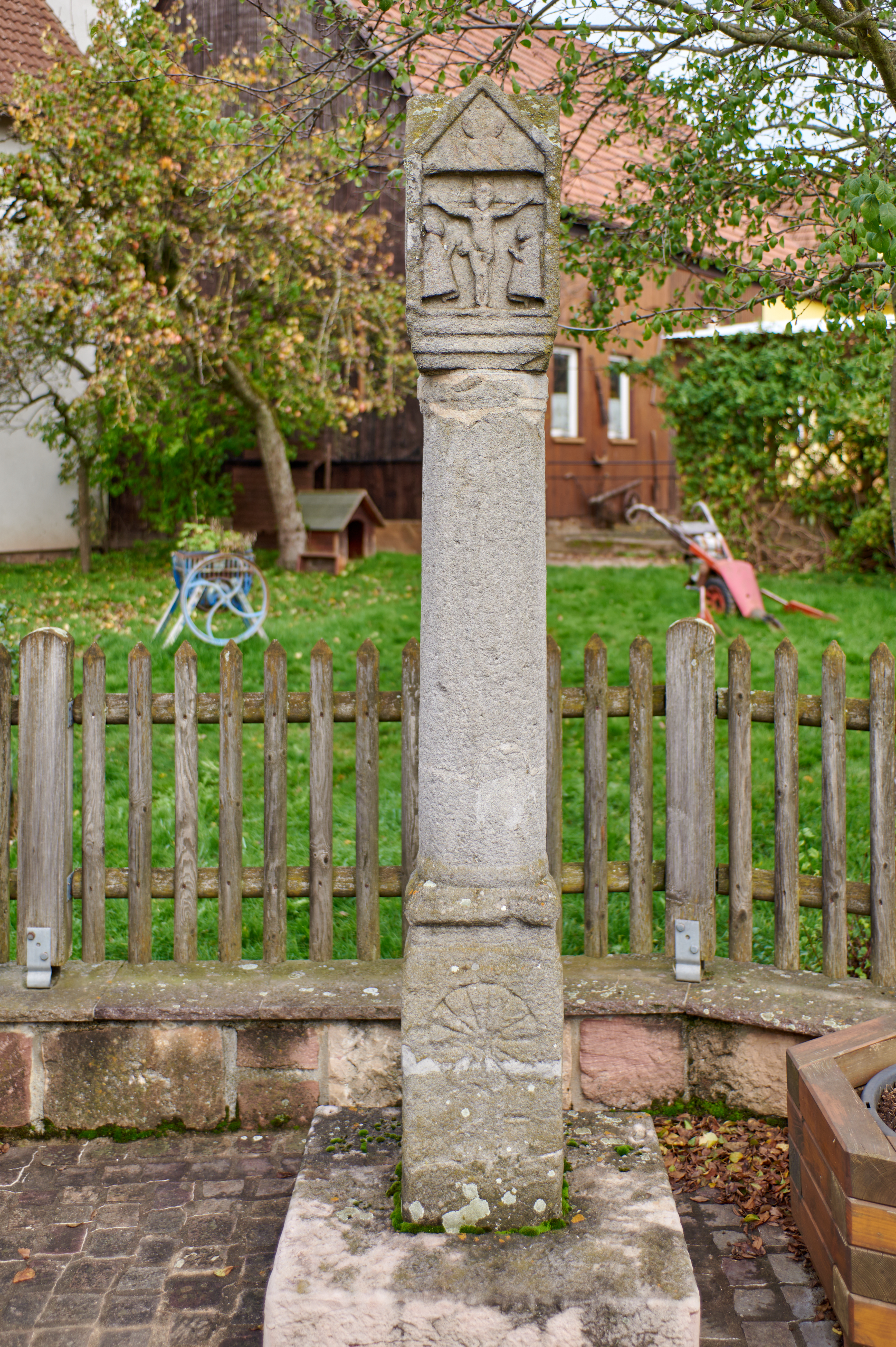
Kreuzdachbildstock in Stangenroth in der Kreuzbergstraße 41

Der Kreuzdachbildstock Kreuzbergstraße 41 befindet sich in Stangenroth, einem Gemeindeteil des Marktes Burkardroth im unterfränkischen Landkreis Bad Kissingen in der Kreuzbergstraße 41.
Der Bildstock gehört zu den Baudenkmälern von Burkardroth und ist unter der Nummer D-6-72-117-77 in der Bayerischen Denkmalliste registriert.

## Beschreibung
Der 236 cm hohe Kreuzhausbildstock besteht aus weißgrauem Sandstein und entstand im Jahr 1635. Der Bildstock stand vorher im Premicher Weg, wurde im Jahr 1989 angefahren und von Bildhauer M. Kessler renoviert.
Der Bildstein ist zusammengesetzt aus einer 33 cm hohen Basis (Abmessungen: 70 cm × 69 cm), einem Sockel-Schaft-Monolith und einem 53,5 cm hohen Kreuzdachhaus. Der Sockel auf der Basis ist 60 cm hoch, hat die Abmessungen 27 cm × 27,5 cm und ist mit einem Sonnenblumenmotiv an allen vier Seiten ausgestattet. Der konische Schaft hat einen Durchmesser von 24 cm (oben 25 cm) nit Basiswulst (3 cm), Kapitellring (1,5 cm) und Kapitellwulst (5 cm).
Das Kreuzdachhaus ist mit einem getreppten, 53,5 cm hohen Sockel mit den Abmessungen 26 cm × 27 cm ausgestattet. Der Sockel wurde von Bildhauer M. Kessler im Jahr 1989 neu geschaffen. Die Kreuzdachhauszier besteht aus:
a) Schauseite: im Giebeldreieck Sonnenkopf mit Strahlen auf mondsichelartig angeordnetem Kreuz, darunter Flügel. Darunter befindet sich eine INRI-Inschrift auf einem Sarg (Christus als unbesiegbarer Sonnengott aus dem Grabe auferstanden). Darunter ist im Schaufeld eine Kreuzigungsszene mit zwei Adoranten zu sehen.

b) links: Bischofswappen mit Kreuz auf der Mitra, flankiert von Schwert und Ringstab, geviertes Schild:

1) fränkischer Rechen

2) und 3) querliegender Adlerflügel, mit sprechendem Adlerkopf auf einer Seite, auf der anderen Seite in einem Kleeblattdreipass endend. Auf dem Adlerflügel befindet sich eine Mondsichel.

4) Würzburger Fähnlein, das unten rechts abschließt. Links befindet sich das Wappen des Würzburger Fürstbischofs Philipp Adolf von Ehrenberg (1623–1631; der Bildstock wurde mit vier Jahren Verzögerung fertiggestellt). Links und rechts unterhalb des Wappens befindet sich je ein Doppelring.

c) rechts: Kreuz im Giebeldreieck. Darunter befindet sich ein Sonnenkopf mit ausgebreiteten Adlerflügeln, gestreckten Beinen und Fächerschweif. In einem vertieften Feld befindet sich eine Inschrift in lateinischen Großbuchstaben:

„HANNS SCHMITT

VND SEIN EHELICHE

HAUSFRAU B: MAR

GEREDA SCHMITT

IN HABEN MIT B:

(nun folgt ein eingeschobenes Querband mit der Jahreszahl "1635", abgeschlossen mit Perlstab) DEN WILE GOT DE

M ALMECHTIGEN.“

Auf der Rückseite befindet sich ein Golgathakreuz, das von zwei kleinen Kreuzen flankiert wird.
Der Bildstock wurde im Jahr 1631 bestellt, aber erst im Jahr 1635 fertig. Die Inschrift ist durch Renovierungen verderbt erhalten.